# Balance of Power
Balance of Power és l'onzè àlbum d'estudi de la banda de rock Electric Light Orchestra, publicat el 1986. És el darrer disc del grup en què va participar el bateria Bev Bevan, un dels cofundadors d'ELO, així com el darrer de Richard Tandy al teclat.
Balance of Power va ser el darrer àlbum d'estudi d'ELO abans de la seva separació (posteriorment el grup musical es tornaria a formar el 2000). En aquell moment Kelly Groucutt ja havia abandonat la formació, i la banda es limitava només a tres membres, consistent en Jeff Lynne, Richard Tandy i and Bev Bevan.

## Llistat de cançons
Totes les cançons van ser escrites per Jeff Lynne.
Cara A
1. "Heaven Only Knows" – 2:52
2. "So Serious" – 2:38
3. "Getting to the Point" – 4:28
4. "Secret Lives" – 3:26
5. "Is It Alright" – 3:25

Cara B
1. "Sorrow About to Fall" – 3:59
2. "Without Someone" – 3:48
3. "Calling America" – 3:26
4. "Endless Lies" – 2:55
5. "Send It" – 3:04

Bonus tracks de 2007
1. "Opening" – 0:24
2. "Heaven Only Knows" – 2:32
  - versió alternativa
3. "In for the Kill" – 3:13
  - letra alternativa de "Caught in a Trap"
4. "Secret Lives" – 3:24
  - gravació alternativa
5. "Sorrow About to Fall" – 3:48
  - mescla alternatica
6. "Caught in a Trap" – 3:44
  - UK B-side del senzill "Calling America"
7. "Destination Unknown" – 4:10
  - UK B-side dels senzills "Calling America" i "So Serious"